# Trafic d'êtres humains au Japon
Le trafic d'êtres humains au Japon est caractérisé par le fait que le Japon est un pays de destination, d'origine et de transit majeur pour les hommes et les femmes soumis au travail forcé et au trafic sexuel. 
Les victimes de la traite des êtres humains comprennent les travailleurs migrants, hommes et femmes, les femmes et les enfants attirés au Japon par des mariages frauduleux et forcés à la prostitution, ainsi que les ressortissants japonais, « en particulier les adolescentes en fuite et les enfants nés à l'étranger de citoyens japonais qui ont acquis la nationalité ». 

## Histoire

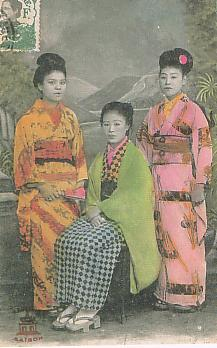
Karayuki-san à Saïgon, vers 1910.

Karayuki-san était le nom donné aux filles et aux femmes japonaises à la fin du XIXe et au début du XXe siècle qui ont été victimes de la traite des préfectures agricoles du Japon frappées par la pauvreté, et déportées vers des destinations en Asie de l'Est, en Asie du Sud-Est, en Sibérie (Extrême-Orient russe), en Mandchourie et en Inde britannique pour servir de prostituées.
En 2005, Irene Khan, alors secrétaire générale d'Amnesty International, a déclaré que le pays était le plus grand pays d'accueil pour la traite des êtres humains et qu'il y avait beaucoup de personnes trafiquées d'Asie du Sud-Est, d'Europe de l'Est, d'Amérique du Sud et du Japon.
Selon le rapport de 2014 du département d'État des États-Unis sur la traite des personnes, « le gouvernement du Japon ne se conforme pas pleinement aux normes minimales pour l'élimination de la traite ; cependant, il fait des efforts importants pour le faire. ».
Le bureau du département d'État américain chargé de surveiller et de combattre la traite des personnes a placé le pays au « niveau 2 » en 2017. Le Japon a ratifié le Protocole additionnel à la Convention des Nations unies contre la criminalité transnationale organisée visant à prévenir, réprimer et punir la traite des personnes, en particulier des femmes et des enfants de 2000 en date du 11 juillet 2017.

## Trafic sexuel
Des femmes et des filles japonaises et étrangères, ont été victimes de trafic sexuel au Japon. Elles sont violées dans des maisons closes et dans d'autres lieux, et subissent des traumatismes physiques et psychologiques,,.